# Sétaire glauque
Setaria glauca
Espèce
Classification phylogénétique
La Sétaire glauque (Setaria glauca) est une espèce de plantes herbacées de la famille des Poacées (graminées).
C'est une plante annuelle au port dressé, haute de 40 à 90 cm, aux feuilles d'un vert bleuté, aux gaines souvent rouges à la base, aux faux-épis (ce sont en fait des panicules) cylindriques longs de 2 à 10 cm couverts de soies jaunes ou orangées. Elle fleurit de juin à septembre.
On la trouve dans les terrains sablonneux.
Elle est considérée comme une mauvaise herbe.

## Synonymes
- Panicum glaucum
- Panicum flavescens
- Panicum laevigatum
- Panicum lutescens
- Panicum puncilum
- Setaria pumila

## Galerie

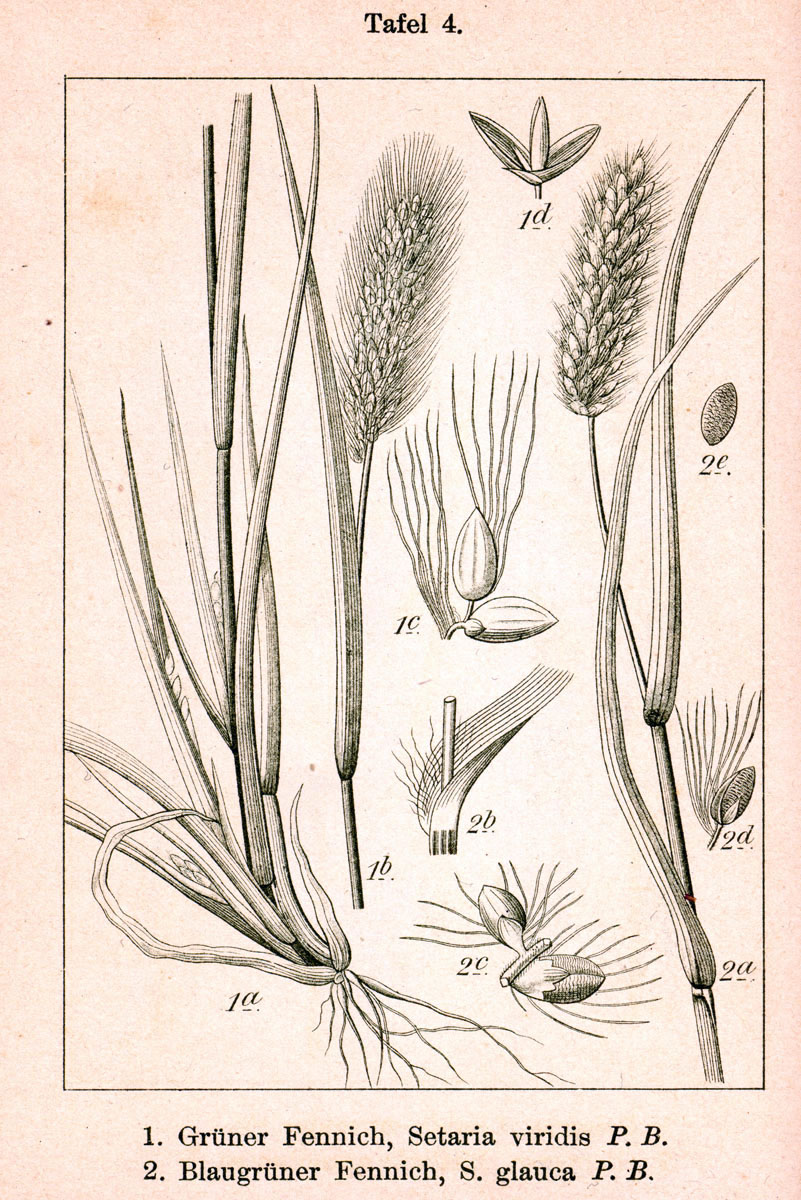
Planche botanique allemande

## Référence
- Sétaire glauque